# Proyecto de represa de Garabí

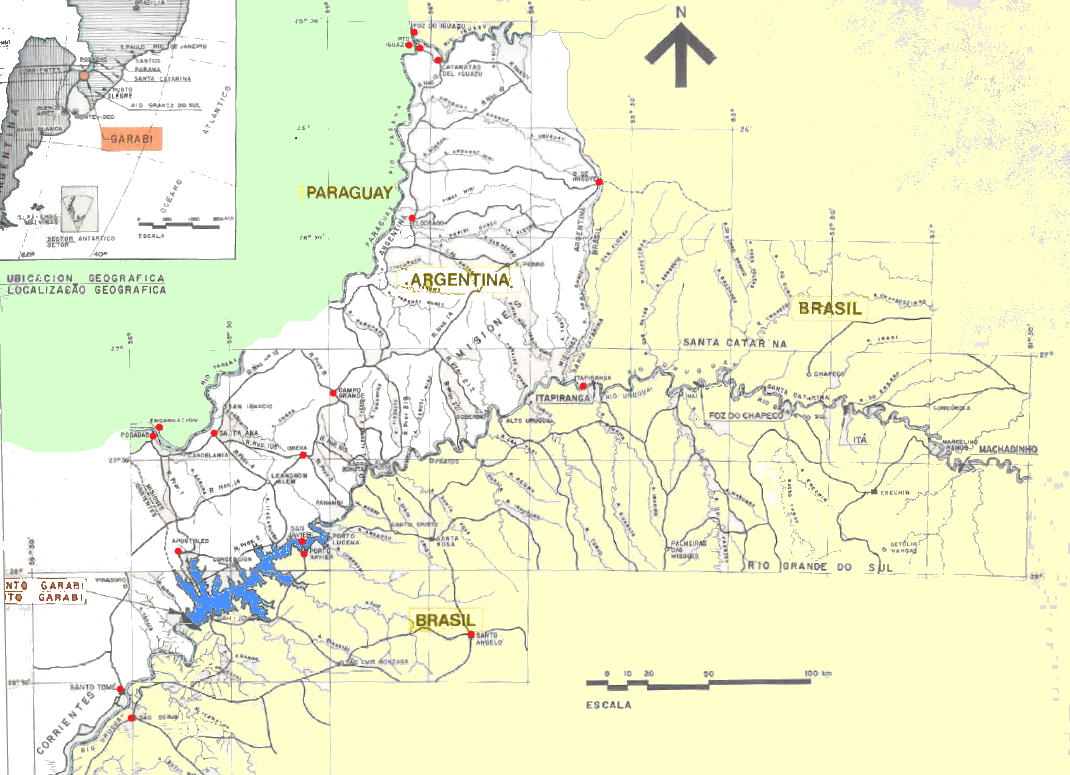
Ubicación de la futura represa de Garabí. En azul, el embalse producido, en rojo, poblaciones importantes.

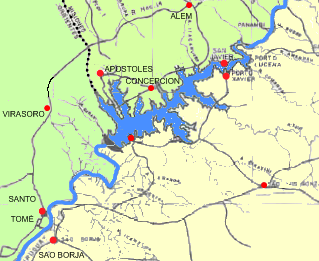
futura represa de Garabí.

Garabí o Garabi Panambí es una represa proyectada para construirse sobre el río Uruguay, entre las provincias argentinas de Corrientes y Misiones y el Estado brasileño de Río Grande del Sur.
La represa que se proyecta construir sobre el río Uruguay, dotará de energía eléctrica a ambos países. Está proyectada en dos "cortes" o diques localizados uno a la altura de la localidad correntina de Garabí y otro a la altura de la localidad misionera de Panambí.
En la actualidad el proyecto binacional se encuentra en etapa de estudios técnicos de ambiente e ingeniería, cuya finalización está prevista para mediados de 2015. Finalizado este proceso, los estados nacionales de Argentina y Brasil estarían en condiciones de llamar a licitación para la construcción del complejo hidroeléctrico. En la provincia de Misiones (Argentina) una ley provincial (Ley 56)conocida como "Ley de Soberanía Energética" obliga a la realización de un Plebiscito para determinar la aprobación o no de la ciudadanía respecto de obras de esta naturaleza.
Los gobernadores de las provincias argentinas de Misiones y Corrientes, y del estado brasileño de Río Grande del Sur suscribirán en Porto Alegre, Brasil, un Protocolo de Intenciones destinado a crear el Grupo de Trabajo Interestatal que apoyará la construcción de la usina hidroeléctrica, con los objetivos de agilizar la realización del proyecto en conjunto con un grupo de empresas privadas.

## Reclamos ecologistas
Organizaciones ecologistas argentinas, brasileñas y uruguayas se oponen a la construcción de esta nueva usina proyectada sobre el río Uruguay porque, aducen, provocaría daños irreparables. Realizan una campaña de firmas para impedir su ejecución.
Los ecologistas se oponen a la construcción de la central hidroeléctrica binacional Garabí Panambí, aduciendo múltiples problemas causados por las represas en los ríos, alterando sus cauces normales, inundando, afectando y desplazando a las personas de sus comunidades, destruyendo lugares históricos y causando la muerte de los ecosistemas y su biodiversidad. Por su parte organizaciones ecologistas, asociaciones de productores rurales, iglesias de Misiones, Entre Ríos y Santa Fe, así como movimientos de Brasil y de Uruguay, manifestaron su rechazo al Protocolo aduciendo que intenta avanzar con grandes obras hidroeléctricas sin respetar la Constitución Nacional de la Nación Argentina, que establece en su artículo 41 que todos los habitantes deben gozar de un ambiente sano.
Según Raúl "Rulo"Bregagnolo, miembro del Grupo Ecologista Cuña Pirú de Misiones:

"Este proyecto aumentaría la humedad de la región eliminando las heladas, que regulan naturalmente las plagas. También la descomposición de la materia vegetal inundada, produce gases que aumentan el efecto invernadero."

Actualmente en la Provincia de Misiones se está ejecutando un proyecto llamado No a Garabí que junta firmas de los habitantes. Para que dicha represa no se construya, ya que ésta será la provincia más afectada como ocurrió con la Represa Yacyretá.

## La zona en conflicto
Misiones, con una superficie de 2.980.100 ha, está ubicada al noreste de Argentina, en el centro geográfico de la enorme cuenca del Plata, enmarcada por sus afluentes más caudalosos: los ríos Uruguay y Paraná, tributando en este último el río Iguazú. Representa el 0,8 % del total del territorio argentino. Debido a las pronunciadas pendientes de su relieve, clima húmedo y elevadas precipitaciones, aproximadamente 1900 mm anuales, se despliega una importante red hidrográfica, que desagua en los tres colectores principales mencionados, que en conjunto drenan 62 subcuencas provinciales, cuya superficie es de 30.719 km².
La provincia, originariamente tenía 2.700.000 ha de selva tropical. En la actualidad se estima esta superficie en sólo 1.000.000 ha, lo que significa un 37% del territorio provincial. Este representa al último remanente continuo de selva paranaense del mundo, que contiene más de 2.000 especies de plantas vasculares, 1.000 especies de vertebrados, de los cuales 548 son aves, 120 son mamíferos, 79 son reptiles, 55 especies de anfibios y más de 200 especies de peces en los ríos y arroyos territoriales, más un número indeterminado de flora y fauna aún desconocidos.
Los ríos Paraná, Uruguay e Iguazú y sus entornos, como bienes de la naturaleza y como recursos naturales son para el humano un sistema productivo múltiple e integrado (acuático, terrestre, anfibio y aéreo) e integran la parte principal de la Cuenca del Plata, que a pesar de las más de cuarenta represas que soporta, las decenas en ejecución y construidas en las cuencas del Iguazú y el río Uruguay, convierte a esta región en un corredor climático y biológico absolutamente peculiar.
El espejo de agua anegaría la localidad de Azara de gran importancia histórica ya que fue la primera ciudad fundada por los inmigrantes Polacos y Ucranianos en 1897. En esta ciudad se creó el primer periódico del entonces Territorio Nacional de Misiones llamado Oredownik en 1924.

## Detalles técnicos
Los estudios originales para la construcción de la represa datan de marzo de 1972, acuerdos firmados por Agua y Energía Eléctrica (AyE) de Argentina y Centrais Elétricas Brasileiras S.A. (ELETROBRAS) del Brasil. Luego de la culminación de los estudios citados, se decidió llevar a cabo la fase de factibilidad económica y técnica del Proyecto Hidroeléctrico Garabí, el cual fue presentado en 1977.
En el mes de mayo de 1980 los gobiernos de la Argentina y Brasil firmaron un Tratado de límites con la consideración expresa de los ríos Uruguay y Pepirí Guazú. Se decidió la preparación del Diseño Básico del Proyecto Hidroeléctrico Garabí, el cual comenzó casi un año después, en el mes de marzo de 1981 y finalizó en el mes de diciembre de 1986, considerándose el proyecto como una efectiva interconexión entre los sistemas eléctricos de la Argentina y Brasil, asegurándose la asistencia recíproca en casos de déficits de generación.
El nuevo proyecto contemplará dos nuevos embalses en lugar de una sola obra, según el proyecto original de Garabí, el cual tenía una presa de más del doble de altura y daba origen a un embalse de 81.000 ha. La central Santa María y la central Garabí corresponden a una nueva concepción respecto del aprovechamiento del río Uruguay, que contempla la construcción de dos centrales hidroeléctricas en reemplazo del proyecto existente basado en la construcción de una central de 1800 MW en Garabí, con una cota de 74 m s. n. m. Santa María, con una cota 94 m s. n. m. y con 800 MW de potencia instalada (3.800 GWh/año) de Energía Media Anual, estará ubicada a la altura de la población de Santa María. Aproximadamente a 50 km aguas abajo se ubicará el segundo cierre, a cota 74 m s. n. m., 800 MW de Potencia y 3.800 GWh/año, localizado a 7 km de la población de Garruchos.
La construcción de estas dos presas, producen un salto útil del orden de los 19 m de cada una, dando origen a embalses de 11.000 ha y 20.000 ha de superficie, respectivamente, lo que producirá una inundación similar a las producidas por las crecidas registradas. Con la concreción del nuevo proyecto, se obtiene una reducción de 50.000 ha respecto del área inundada por el proyecto original. Santa María y Garabí serán de pequeño tamaño en relación con otros embalses construidos. Con un embalse mucho menor en altura y volumen, tanto Garabí como Santa María, producirán más energía eléctrica que El Chocón.
Durante el encuentro mantenido en noviembre de 2007 entre el presidente del Brasil, Luiz Inácio Lula da Silva y la presidenta electa argentina, Cristina Fernández acordaron dar prioridad a la concreción de la represa binacional Garabí.
El 18 de noviembre de 2009, Argentina y Brasil por medio de sus máximos representantes, la presidenta Cristina Fernández y su par Luiz Inácio Lula da Silva firmaron el proceso de licitación de los estudios de viabilidad técnica, económica y geológica de dos futuras represas por levantarse sobre el tramo compartido del Río Uruguay.
Según fuentes del Gobierno Nacional Se trataría de dos cierres que reunirán entre ambos unos 2.000 MW de potencial generador capaces de aportar unos 8.500 GWh al año, el corte o represa en Garruchos denominado Garabi ya fue confirmado por los gobiernos y el segundo será dado a conocer en abril de 2010 (Roncador o San Javier)
Según los convenios firmados por EBISA y ELECTROBRAS, antes de llegar a la Licitación Internacional para la construcción de aprovechamientos hidroélectricos sobre el río Uruguay (fecha aproximada octubre de 2010, según Plan de Trabajo) los pasos previos pactados son :
1 - Contratación de los Estudios de Inventario y de Viabilidad
2 - Estudios de Inventario (Planificación de los Estudios, Estudios Preliminares, Estudios Finales)
3 - Estudios de Viabilidad y EIA/RIMA (Estudios Preliminares, Levantamientos, Estudios Básicos, Estudios de Alternativas del Aprovechamiento, Estudios Finales, Informe Final de los Estudios de Viabilidad, Acciones Anticipatorias para la Obtención de la Licencia Previa

## Actualidad

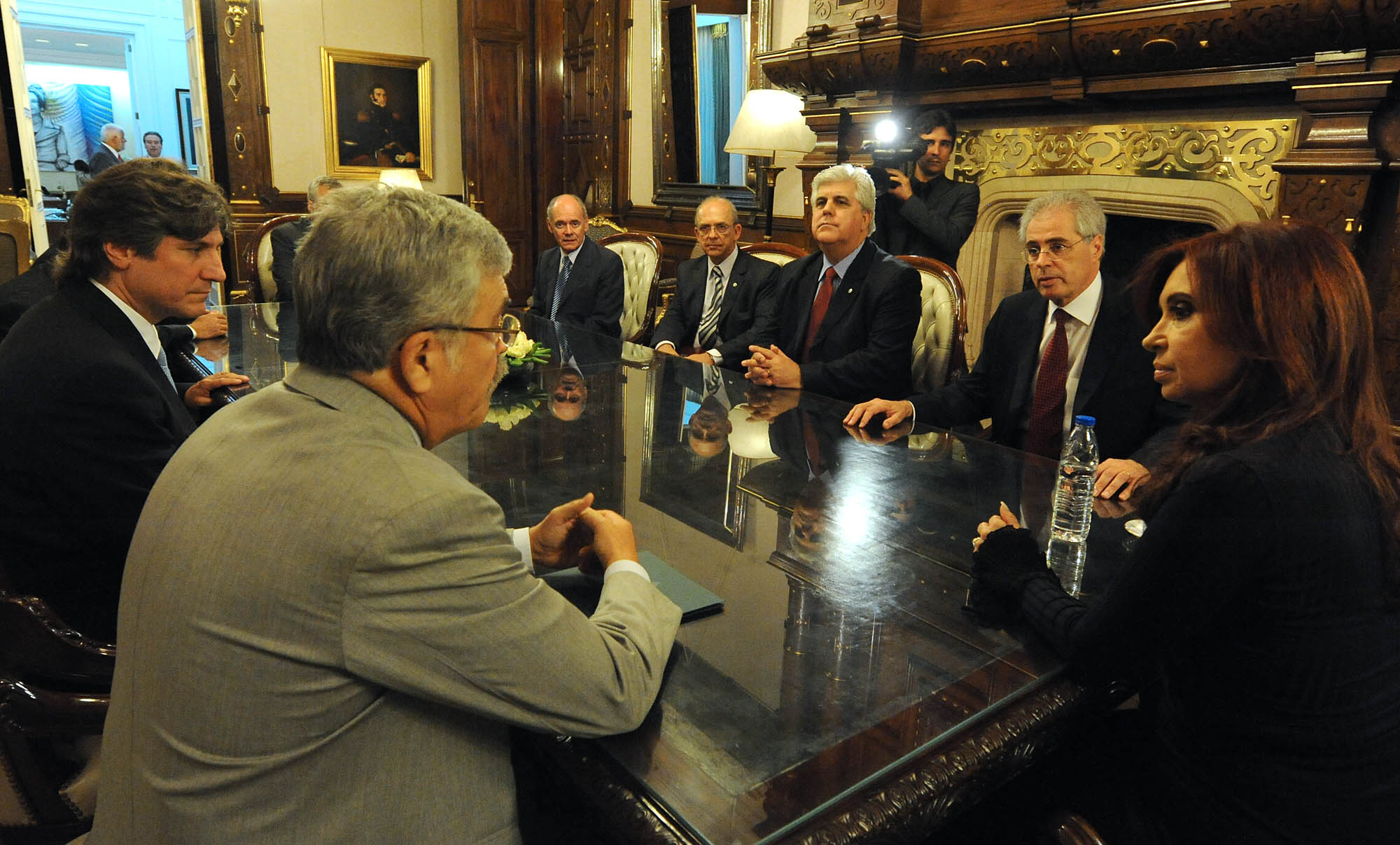
Reunión para el desarrollo de la represa de la presidenta argentina junto a funcionarios argentinos y brasileños, así como el coordinador del proyecto Garabí y Panambí, Daniel Perczyk.

Durante la segunda quincena de septiembre de 2008, las empresas estatales EBISA (Emprendimientos Binacionales SA) de la Argentina y Eletrobras de Brasil convocarán a licitación internacional para el estudio de inventario del aprovechamiento de los saltos compartidos sobre el río Uruguay y su afluente el Pepirí Guazú. Es el primer paso concreto para la construcción de la represa, planteada entre ambos países desde hace más de treinta años.
La apertura de las ofertas en la licitación para el estudio de inventario (cartografía y evaluación de los saltos) tendrá lugar el 20 de noviembre de 2008. Después deberá hacerse otro concurso para los estudios de viabilidad técnico-económica y ambiental, que se harán en forma conjunta, pero con dos consultoras diferentes.
Los presidentes de ambos países se comprometieron en septiembre de 2008 a que en 24 meses, o a lo sumo 30, estarán terminados los preparativos y las autorizaciones necesarios para empezar la construcción de Garabí. Si esto se cumple, las obras deberían empezar en el segundo trimestre de 2011 y la hidroeléctrica debería estar en funcionamiento para fines de 2015, incluyendo las reparaciones del medioambiente.
Garruchos realizó primer debate sobre Represa Garabi
(30-10-2009) Siendo el lugar físico donde se proyecta construir la Represa Garabi, es la primera vez que los ciudadanos de esta localidad correntina pudieron informarse y debatir sobre el Proyecto Aprovechamiento Hidroeléctrico Alto Uruguay (Garabi, San Javier, Santo Rosa), en el playón deportivo citados para las 20, vecinos expresaron alto grado de preocupación y desinformación y agradecieron a los miembros informantes de la ABARU (Asociación Binacional Amigos del río Uruguay) por la disertación que abarcó Informes Técnicos de la Secretaría de Energía de la Nación, Legislación vigente, régimen de expropiación, impacto socio- ambiental. En la numerosa reunión estuvieron presentes dirigentes de todos los sectores sociales, políticos y religiosos, coincidiendo a partir de esta reunión en tomar un protagonismo ante la construcción de la hidroeléctrica, encabezados por su Intendente y Concejales, quienes toman el compromiso de peticionar ante las autoridades provinciales y nacionales, tomando en cuenta el desarraigo que tendrá que afrontar la localidad sede de la represa, también el público presente solicitó a ABARU más reuniones de este tipo para seguir informándose sobre el avance de la obra y de las acciones que la ciudadanía deba realizar en pos de sus bienes y derechos, ante la ausencia de información y planes de los Gobiernos Provinciales y Nacional.
Datos técnicos fueron aportados por el técnico Enrique Roque Pérez, quien hablo sobre la cota inundable, las ventajas y desventajas de represas, enfermedades, hidronavegabilidad del Río Uruguay.
La cuestión legal fue abordada por el Sr Carlos Omar Herrera, siendo este el punto más candente de la reunión, ya que se enumeró leyes vigentes, el estado y formas de expropiación, efectos del desarraigo.
Sobre el Proyecto Oficial y los estudios que se vienen realizando por los Gobiernos Nacionales de ambos países, estuvo a cargo del Sr Gerardo I Solari, quien explicó también las tareas que realiza ABARU (Asociación Binacional Amigos del Río Uruguay) “no somos una entidad Pro-Represa ni tampoco Anti-Represa, nuestro objetivo es informar, concientizar a los afectados de las consecuencias en pro y en contra que acarrea estas obras, para que decidan con conocimiento si acompañan la construcción, ya que serán afectados en forma directa, perdiendo sus viviendas, su forma de vida, su historia y comprometiendo su futuro y el de su familias, sin olvidarnos de la cuestión energética, del déficit del presente y la necesidad de generar energía eléctrica a corto plazo, alentando al Gobierno a implementar las distintas alternativas energéticas sin tener que llegar a comprometer nuestro ambiente”.